# Thaumatichthys axeli
Thaumatichthys axeli is een straalvinnige vissensoort uit de familie van armvinnigen (Thaumatichthyidae). De wetenschappelijke naam van de soort is voor het eerst geldig gepubliceerd in 1953 door Bruun.